# Thảm họa oxy

Lượng O_{2} trong khí quyển. Đường đỏ và lục biểu thị dải ước lượng. Thời gian tính ra Ga.
Kỳ 1 (3.85–2.45 Ga): Không có O_{2} trong bầu khí quyển
Kỳ 2 (2.45–1.85 Ga): O_{2} được tạo ra nhưng bị hấp thụ ở đại dương và đất đá đáy biển
Kỳ 3 (1.85–0.85 Ga): O_{2} bắt đầu tích lũy ở đại dương, nhưng bị hấp thụ ở mặt đất
Kỳ 4 & 5 (0.85–ngày nay): O_{2} tích lũy trong khí quyển

Sự kiện oxy hóa lớn, viết tắt là GOE (Great Oxygenation Event), còn được gọi là Thảm hoạ oxy, là sự xuất hiện của dioxy (O2) trong bầu khí quyển của Trái Đất do sinh học gây ra. Các bằng chứng địa chất, đồng vị, và hóa học cho thấy sự thay đổi lớn về môi trường này đã xảy ra khoảng 2,3 Ga trước đây  (Ga/Ma: Giga/Mega annum, tỷ/triệu năm).
Vi khuẩn lam (Cyanobacteria), xuất hiện trước GOE khoảng 200 Ma, đã thực hiện quang hợp và sản sinh oxy tự do. Vào lúc bắt đầu thì bất kỳ oxy tự do nào sản ra đều bị bắt giữ về mặt hóa học của sắt hoà tan hoặc chất hữu cơ (tức là oxy hóa các chất đó). Khi những chất trên cạn kiệt, oxy tự do bắt đầu được tích lũy trong môi trường, và là thời điểm bắt đầu của GOE. Sau khi GOE, oxy tự do dư thừa bắt đầu tích lũy trong khí quyển.
Oxy tự do có hại với sinh vật kỵ khí, và khi nồng độ tăng cao có thể đã xóa sổ hầu hết cư dân kỵ khí của Trái Đất vào thời điểm đó. Do đó các vi khuẩn lam này chịu trách nhiệm cho một trong những sự kiện tuyệt chủng lớn nhất trong lịch sử Trái Đất. Nhưng nghiên cứu đã chỉ ra rằng thảm vi khuẩn tạo oxy có thể tạo ra một lớp mỏng nước chứa oxy, dày một hoặc hai milimet, trong môi trường thiếu oxy ngay cả dưới lớp băng dày, và trước cả khi bắt đầu tích lũy oxy trong khí quyển.
Cuối cùng, sinh vật hiếu khí bắt đầu phát triển, tiêu thụ oxy và dẫn đến trạng thái cân bằng của oxy trong khí quyển. Từ lúc đó oxy tự do là một thành phần quan trọng của khí quyển.

## Thời gian
Niên đại được chấp nhận rộng rãi nhất của sự kiện GOE cho thấy rằng oxy tự do được sản xuất lần đầu tiên bởi các sinh vật prokaryote, và sau đó là sinh vật nhân chuẩn (eukaryota) thực hiện quang hợp oxygenic, sản xuất oxy như là một sản phẩm chất thải. Những sinh vật này đã xuất hiện từ lâu, trước GOE, có lẽ sớm nhất là 3.500 Ma trước đây.